# Let's Encrypt
Let's Encrypt е организация с нестопанска цел, която предоставя безплатни цифрови сертификати, отговарящи на X.509 стандарта. Такива намират приложение в протокола TLS.

## История
Проектът стартира през 2012 г., а първият сертификат е издаден на 14 септември 2015 г. За обществено ползване Let's Encrypt е достъпен от 2016 г. Към 27 февруари 2020 г. са издадени над 1 милиард сертификата.
Организацията е спонсорирана от Mozilla Foundation, Cisco Systems, Facebook и други.